# Sambo en los Juegos Panamericanos

Sambo

La prueba de Sambo fue admitida en los Juegos Panamericanos desde la novena edición que se celebró en Caracas en Venezuela en 1983. Ha sido la única ocasión en que este deporte fue admitido en el calendario Panamericano.

## Eventos
Los siguientes eventos son los realizados en la prueba de samo, según la sede son los eventos realizados.

### Masculino
| - 48 kg - 52 kg - 57 kg - 62 kg - 68 kg | - 74 kg - 82 kg - 90 kg - 100 kg - +100 kg |

### Femenino
| - 44 kg - 48 kg - 52 kg - 56 kg - 60 kg | - 64 kg - 68 kg - 72 kg - 80 kg - +80 kg |

## Medallero Histórico
Actualizado Caracas 1983
| Núm. | País           | Oro | Plata | Bronce | Total |
| ---- | -------------- | --- | ----- | ------ | ----- |
| 1    | Estados Unidos | 8   | 8     | 0      | 16    |
| 2    | Venezuela      | 7   | 5     | 5      | 17    |
| 3    | Cuba           | 3   | 2     | 4      | 9     |
| 4    | Argentina      | 1   | 4     | 4      | 9     |
| 5    | Canadá         | 1   | 0     | 0      | 1     |
| 6    | Perú           | 0   | 1     | 0      | 1     |
| 7    | México         | 0   | 0     | 1      | 1     |

- Datos: Q27961189